# Arnau Monné
Arnau Monné (10 de agosto de 2000) es un deportista de España que compite en atletismo. Ganó una medalla de bronce en el Campeonato Europeo de Atletismo Sub-23 de 2021, en la prueba de 100 m.